# Лаваль-Моранси
Лава́ль-Моранси́ (фр. Laval-Morency) — коммуна во Франции, находится в регионе Шампань — Арденны. Департамент — Арденны. Входит в состав кантона Рокруа. Округ коммуны — Шарлевиль-Мезьер.
Код INSEE коммуны — 08249.
Коммуна расположена приблизительно в 190 км к северо-востоку от Парижа, в 100 км севернее Шалон-ан-Шампани, в 18 км к северо-западу от Шарлевиль-Мезьера.

## Население
Население коммуны на 2008 год составляло 244 человека.
| 1962 | 1968 | 1975 | 1982 | 1990 | 1999 | 2008 |
| ---- | ---- | ---- | ---- | ---- | ---- | ---- |
| 240  | 276  | 226  | 225  | 224  | 232  | 244  |

## Экономика
В 2007 году среди 151 человек в трудоспособном возрасте (15—64 лет) 105 были экономически активными, 46 — неактивными (показатель активности — 69,5 %, в 1999 году было 68,2 %). Из 105 активных работали 94 человека (49 мужчин и 45 женщин), безработных было 11 (7 мужчин и 4 женщины). Среди 46 неактивных 12 человек были учениками или студентами, 11 — пенсионерами, 23 были неактивными по другим причинам.

## Достопримечательности
- Церковь Сент-Этьен[фр.] (веркирхе, XII век). Исторический памятник с 1926 года.[3]

## Фотогалерея

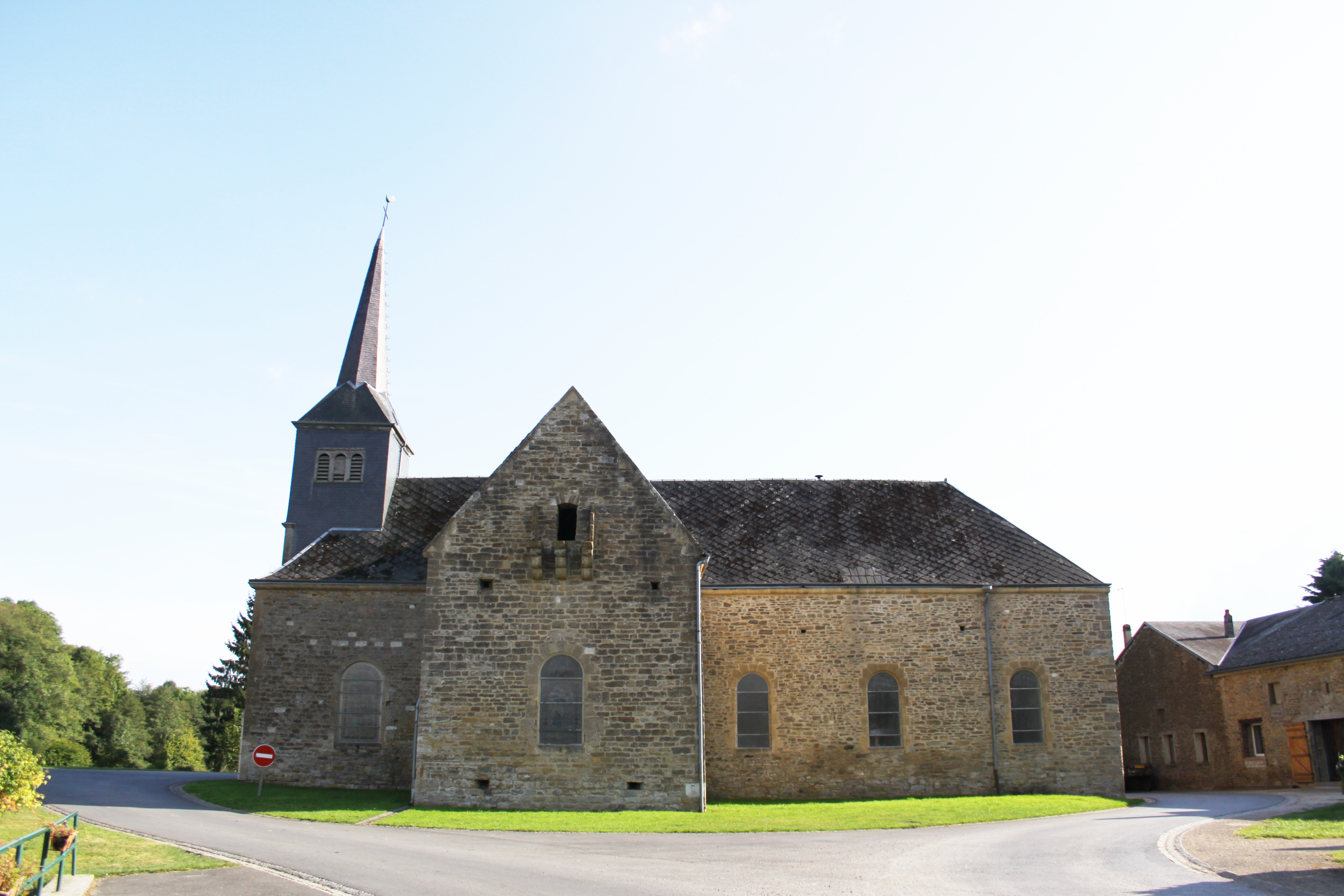
Церковь Сент-Этьен
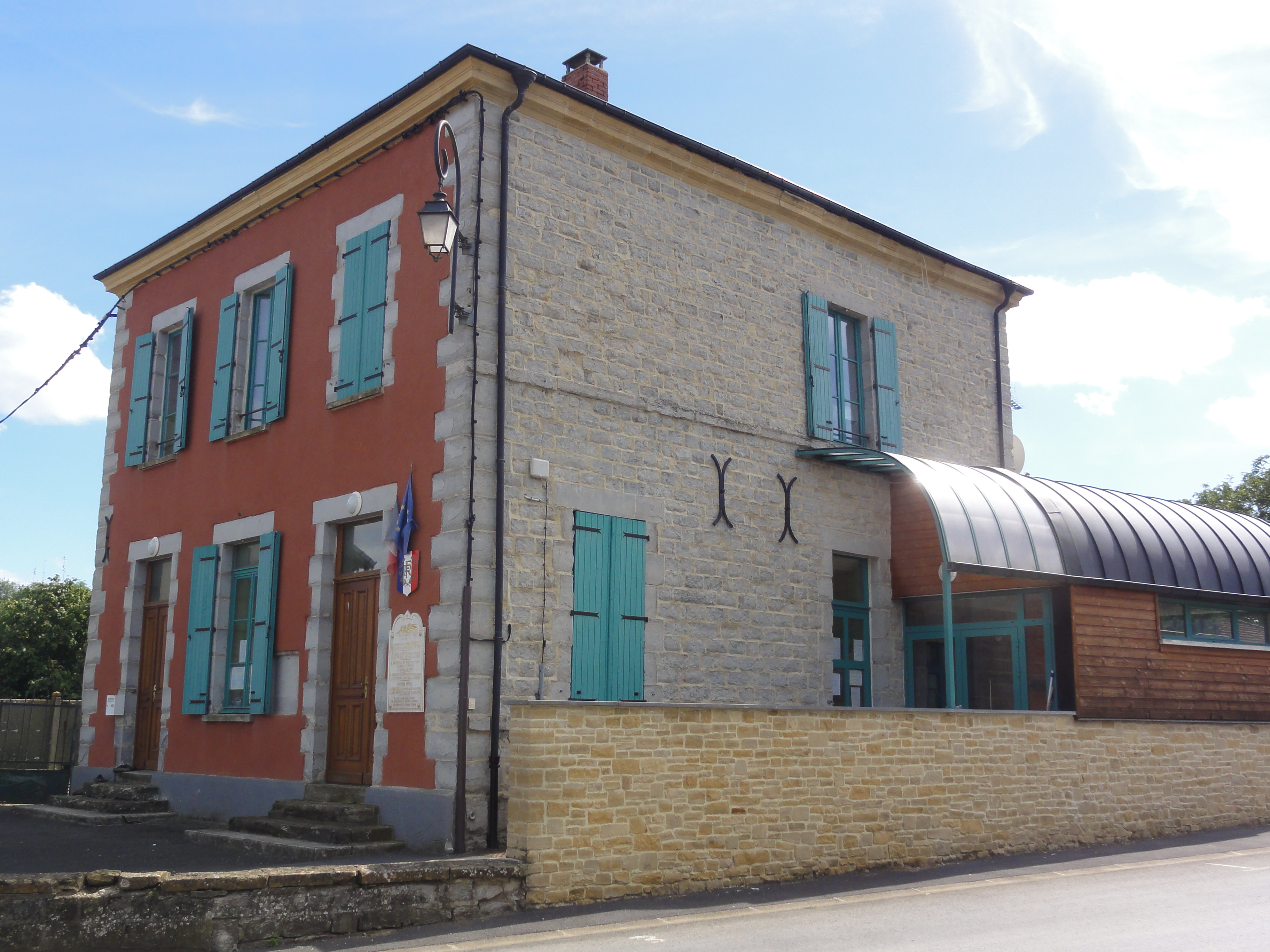
Мэрия
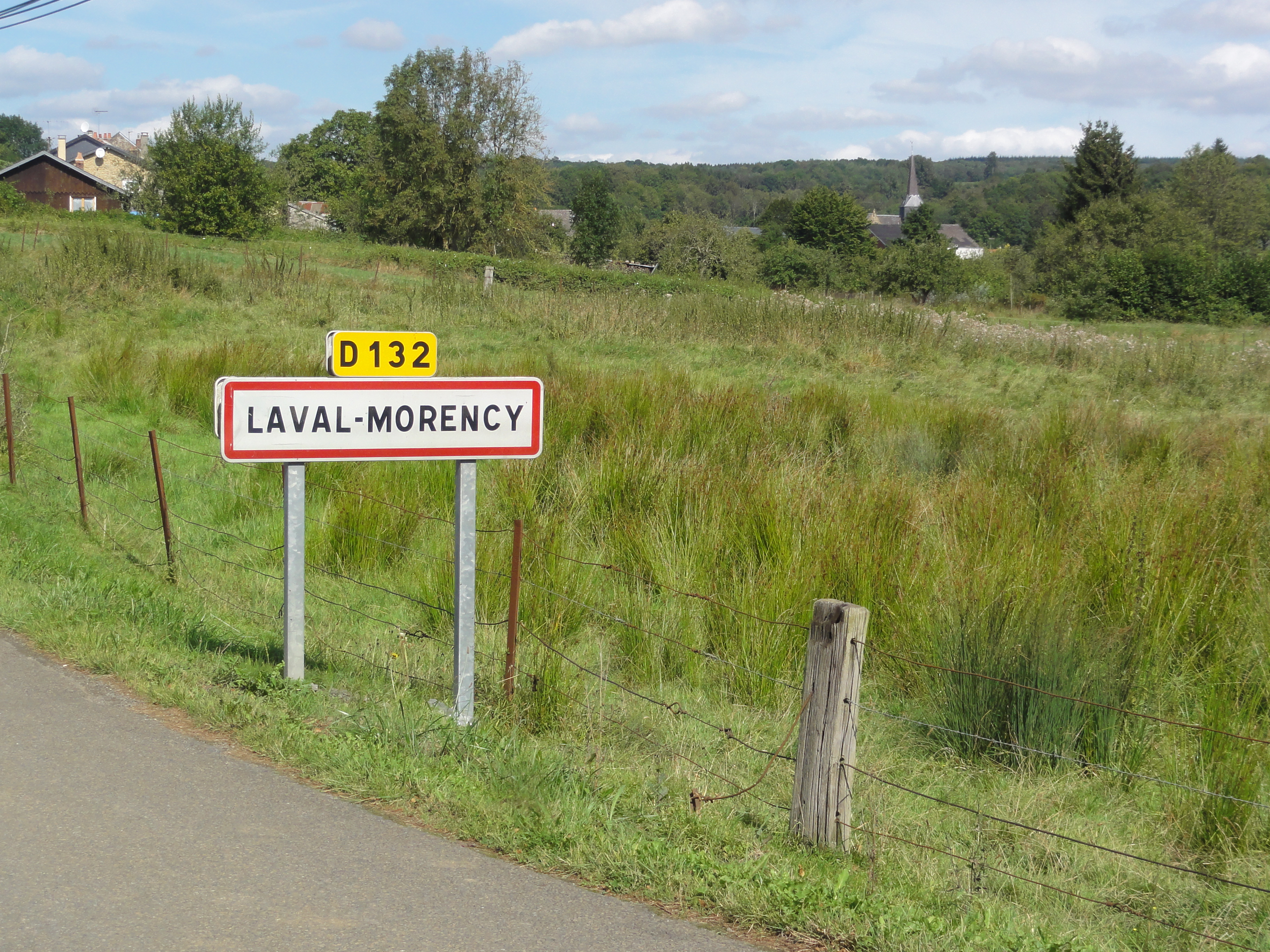
Въезд в Лаваль-Моранси
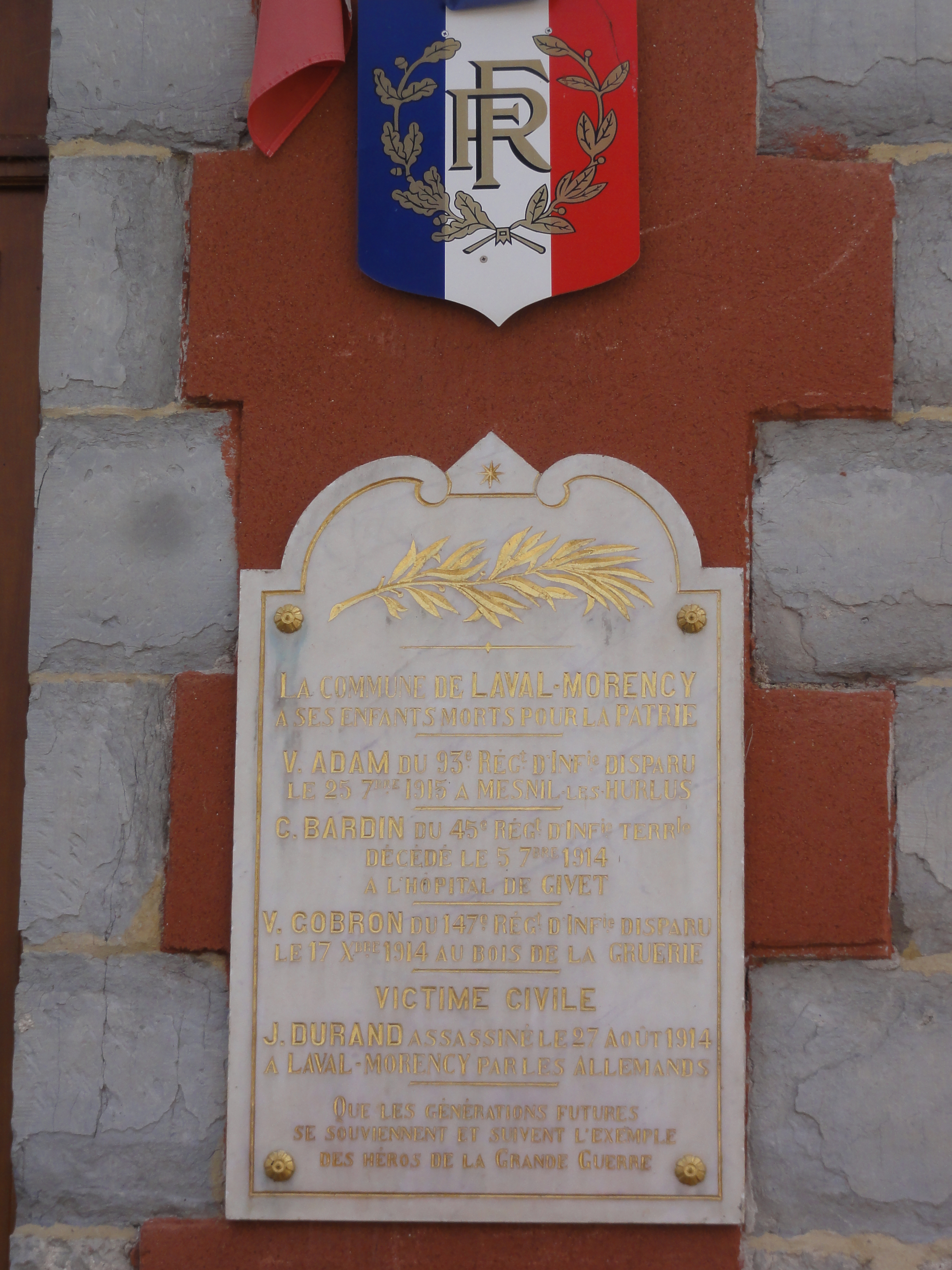
Памятник погибшим в Первой мировой войне